# All-Ireland Senior Football Championship 1889
L'All-Ireland Senior Football Championship 1889 fu l'edizione numero 3 del principale torneo di calcio gaelico irlandese. Tipperary batté in finale Laois ottenendo il primo trionfo della sua storia.

## All-Ireland Series
Si disputò la finale tra i campioni del Leinster e del Munster visto che in quell'anno non fu giocato il torneo nell'Ulster e nel Connacht non esisteva ancora.

## Club rappresentanti
Dal 1887 al 1891 le contee schieravano giocatori dei club vincitori dei titoli delle contee.
| Contea                 | Club        |
| ---------------------- | ----------- |
| Cork                   |             |
| Louth                  |             |
| Queen's County (Laois) | Maryborough |
| Tipperary              | Bohercrowe  |

### Finale
| Inchicore 24 giugno 1890 | Wexford | 3-06 – 0-00 | Cork | (1500 spett.) |